# Palais royal d'Oslo
Le palais royal d'Oslo, construit dans la première moitié du XIXe siècle pour le roi de Suède et de Norvège Charles III Jean, est la résidence officielle du monarque norvégien. Il est situé dans le centre d'Oslo, sur la colline de Bellevue, au bout de l'avenue Karl Johans, et est entouré par le parc du Palais. 

## Histoire

### Construction
La proposition de construire une résidence royale à Oslo, à cette époque Christiania, est soulevée pour la première fois au Storting (assemblée nationale norvégienne) en 1821. Ce n’est que l’année suivante, lorsque le roi Charles III Jean propose lui-même l'idée au Storting, qu’elle est acceptée. Malgré la situation économique de la Norvège à cette période, le Storting alloue 150 000 rix-dollars (en) pour les travaux. En 1823, une commission est nommée pour superviser la vente d’obligations de l’État pour financer le projet et assumer la responsabilité globale des questions concernant le bâtiment. L'architecte d'origine danoise, Hans Ditlev Franciscus Linstow (1787-1851), est choisi pour concevoir le nouveau palais,.
C’est lors d’une promenade sur la colline de Bellevue, à l'ouest du centre-ville de l’époque, que le roi Charles III Jean choisit l’emplacement de son futur Palais. Le terrain est acheté en juillet 1823. Le roi pose la première pierre le 1er octobre 1825 à l’emplacement prévu pour l’autel de la chapelle.
Les fondations du palais sont achevées en 1827. Le plan initial du bâtiment prévoit un Palais de deux étages en forme de H avec un toit à pignons croisés, une façade de temple soutenue par une rangée de piliers et quatre pavillons connectés par des colonnades. Cependant, les travaux de construction sont interrompus de 1827 à 1833, faute de moyens financiers pour avancer. Le plan initial du bâtiment est alors révisé. Les nouveaux plans proposent un bâtiment plus simple, en forme de U. Les travaux reprennent en 1833. 
En été 1836, la construction de l’extérieur du Palais est terminée. Hans Linstow voyage alors au Danemark et en Allemagne afin de trouver de l’inspiration pour aménager l’intérieur du Palais. Il est particulièrement impressionné par les travaux de l'architecte et artiste-peintre prussien Karl Friedrich Schinkel. La décoration des pièces commence en 1838. Pendant cette phase, Linstow est aidé par les architectes Heinrich Ernst Schirmer (en) and Johan Henrik Nebelong (en). 

### Palais sous la dynastie Bernadotte
À la mort du roi Charles III Jean en 1844, le palais est trop petit pour accueillir la nouvelle famille royale, à savoir le roi Oscar Ier, son épouse Joséphine et leurs cinq enfants. Le Storting accorde donc un budget supplémentaire afin d’agrandir les ailes du Palais et d'embellir l'extérieur. Le toit d'origine est abaissé et un fronton monumental supporté par des colonnes ioniques sur un soubassement à arcades est ajouté à la façade principale.
Le 15 mars 1849, le Lord Chamberlain (en) prend possession du nouveau Palais pour le roi Oscar Ier. Le Palais est officiellement inauguré en présence de toute la famille royale le 26 juillet 1849.

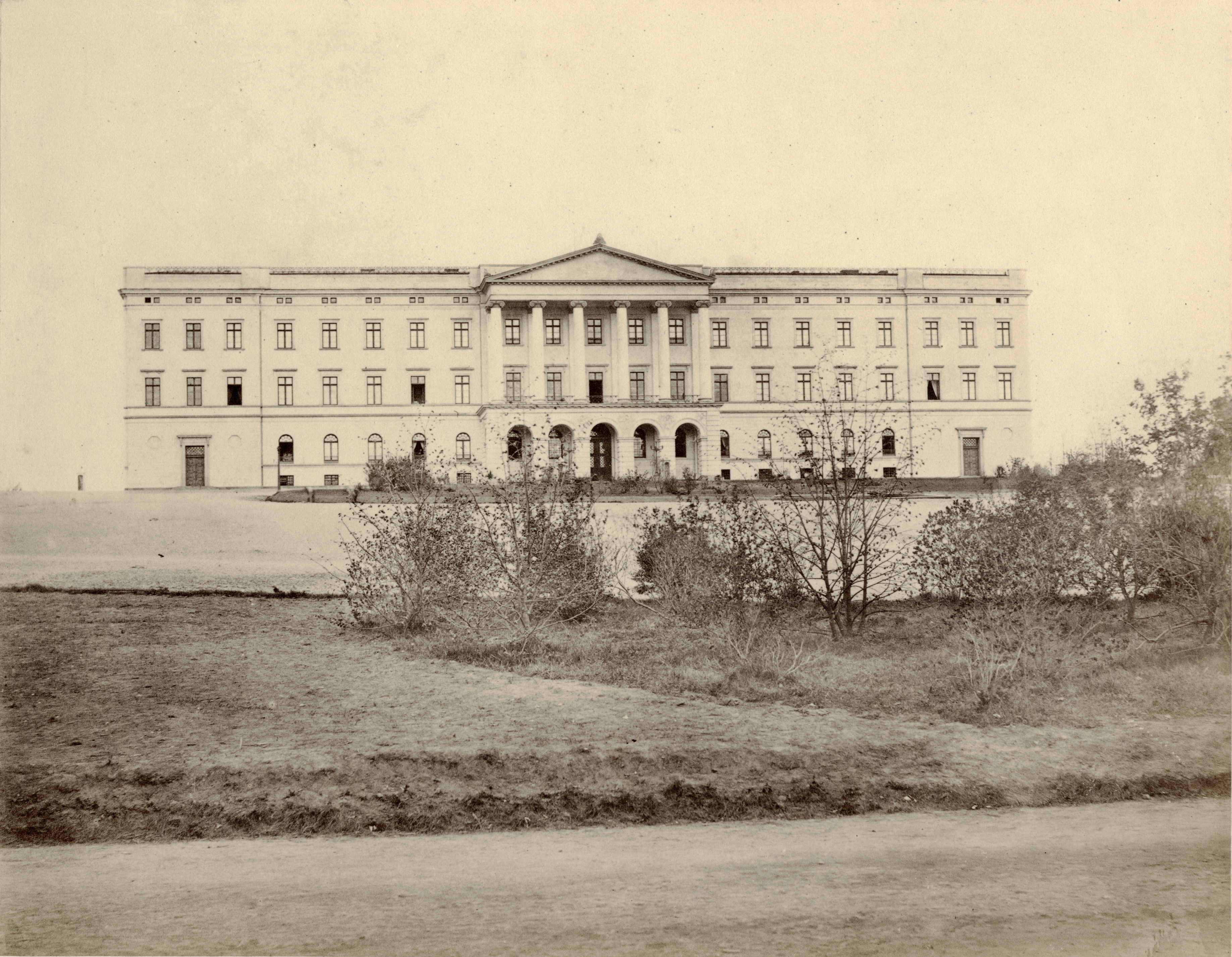
Palais royal (dans les années 1860-1880).

Les successeurs du roi Oscar Ier, soit les rois de la maison Bernadotte Charles IV et Oscar II occupent ensuite le Palais royal occasionnellement. Divers changements sont apportés au Palais : à la fin du XIXe siècle, l’électricité est installée et des travaux d’assainissement ont lieu. Jusqu’en 1905, le palais n’est occupé que pendant de courtes périodes, lors des visites à Oslo du roi de Suède-Norvège, la résidence principale des monarques se situant à Stockholm.

### Résidence permanente
En 1905, à la suite de la dissolution de la Suède-Norvège et de la montée du roi Haakon VII et de la reine Maud sur le trône de Norvège, le palais est adapté pour en faire leur résidence permanente. En particulier, un ensemble d’appartements royaux, avec salles de bain et toilettes, est installé. En 1905, le roi Haakon VII introduit les réunions hebdomadaires avec le Conseil d'État dans la salle du conseil du palais où se situe le trône du roi.
Des travaux mineurs de réhabilitation et d'entretien sont ensuite entrepris sous le règne du roi Olav V (1957-1991).

### Modernisation
Lorsque le roi Harald V monte sur le trône en 1991, une étude du bâtiment montre que ce dernier doit être rénové : le système électrique n’est plus conforme, les cuisines et sanitaires datent de 1906, les issues de secours ne sont pas sécurisées, les murs coupe-feu et le système d’alarme incendie ne sont pas conformes, les poutres du plancher moisissent, etc. Les conditions de travail du personnel ne sont pas non plus conformes à la réglementation nationale sur l’environnement de travail. De plus, la disposition des pièces peu fonctionnelle motive aussi la présentation d’un plan de rénovation du Palais en 1993. La Direction de la Construction Publique et de la Propriété est chargée de restaurer le bâtiment et de moderniser les Appartements Royaux.
Le 15 mars 1999, 150 ans jour pour jour après que le chef d’état-major du roi Oscar Ier a pris possession du bâtiment d’origine, la Direction de la Construction Publique et de la Propriété livre un bâtiment entièrement restauré et rénové. L'ameublement et la décoration des appartements royaux est entrepris en tant que projet distinct en 1999 sous la direction de la Cour royale. Les appartements sont achevés au printemps 2001.
De mai 2011 à fin 2012, la toiture de l’aile principale du Palais est rénovée (projet « Roof over Roof »).

## Intérieur

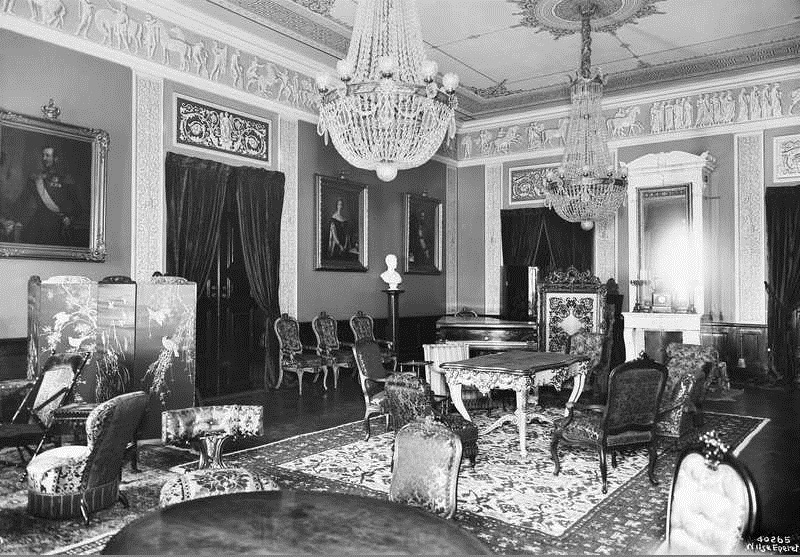
Intérieur du palais royal en 1926.

Les différentes salles du Palais Royal reflètent les différents styles d'intérieur à la mode au cours des 25 années de la construction du Palais.

### Salle à manger familiale
Selon le souhait de l'architecte du Palais Hans Linstow, la salle à manger familiale est constituée d'un décor simple mais dynamique sans être trop coûteux. La pièce est ainsi décorée dans un style pompéien qui imite les motifs trouvés dans les fouilles de Pompéi : les décors aux couleurs vives sont peints directement sur les murs en plâtre. Les murs et le plafond de la salle à manger sont peints par Peder Wergmann et ses assistants en 1841.
La salle à manger familiale peut accueillir une trentaine de personnes. Elle est utilisée pour des repas officiels moins formels, tels que les dîners annuels de la Cour suprême et des évêques. Le gouvernement y est invité chaque année à un déjeuner de Noël. La salle est également utilisée pour le diner d'adieu lorsqu'un gouvernement se retire.

### Grande salle (salle de bal)
La Grande salle est, selon Linstow, la seule pièce vraiment grandiose du palais. C'est en tout cas celle dont la décoration a coûté le plus cher. Elle est haute de deux étages, avec une hauteur sous plafond de 10,7 m et une superficie de 360 m2. Le deuxième étage est une galerie soutenue par 24 piliers en bois et 12 colonnes de marbre. La salle contient également huit grands miroirs. Elle est décorée dans les couleurs blanc et or avec des panneaux muraux roses. Linstov s'est principalement inspiré de la Konzerthaus de Berlin, conçue par l'architecte Karl Friedrich Schinkel, et la Grande Salle du Palais de Christiansborg à Copenhague, conçue par l'architecte Christian Frederik Hansen. 
La salle de bal est utilisée pour certains déjeuners et après les banquets.

### Chapelle du Palais

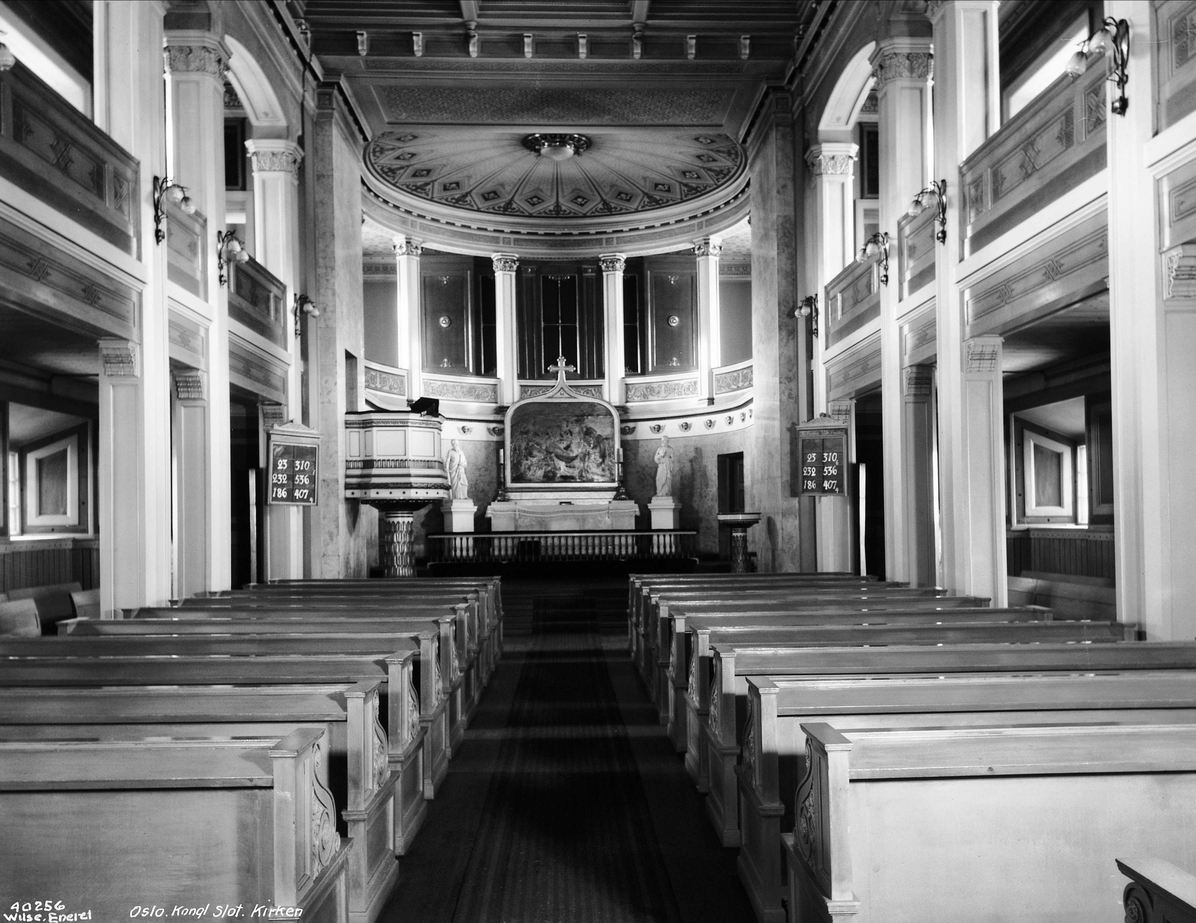
Chapelle du Palais (en 1926).

La conception de la Chapelle du Palais (en) est également inspirée des travaux de l'architecte Karl Friedrich Schinkel. La nef et le chœur sont conçus à Berlin par Hans Linstow en 1837. La Chapelle est entourée de galeries supérieures soutenues par six piliers de chaque côté. Les bas-côtés sont décorés de reliefs en plâtre des quatre évangélistes du sculpteur Hans Michelsen (en). Le plafond, richement décoré, est peint par Peder Wergmann en 1843. La Chapelle est décorée dans les couleurs à la modes dans les années 1840 : gris, beige, vert, violet et marron. 
La Chapelle du Palais accueille les événements importants de la vie de la famille royale : baptêmes, confirmations. C'est aussi là que l'on peut rendre un dernier hommage aux défunts rois avant leur enterrement.

## Garde royale

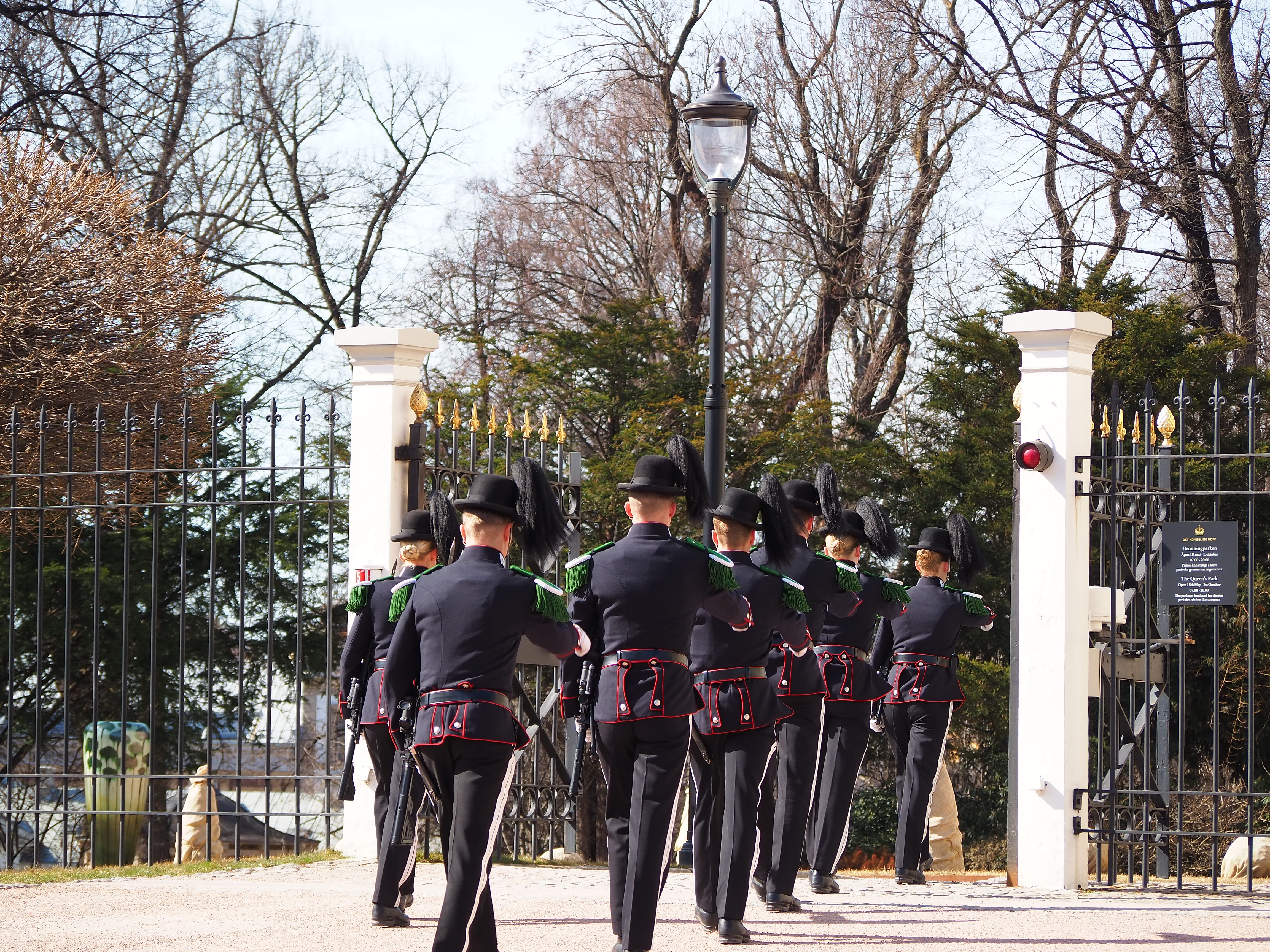
Relève de la garde au Palais royal d'Oslo en 2023.

Le Palais, comme toute résidence royale en Norvège, est gardé par la garde royale norvégienne. La relève quotidienne des gardes a lieu tous les jours à 13h30.

## Alentours

### Parc du Palais

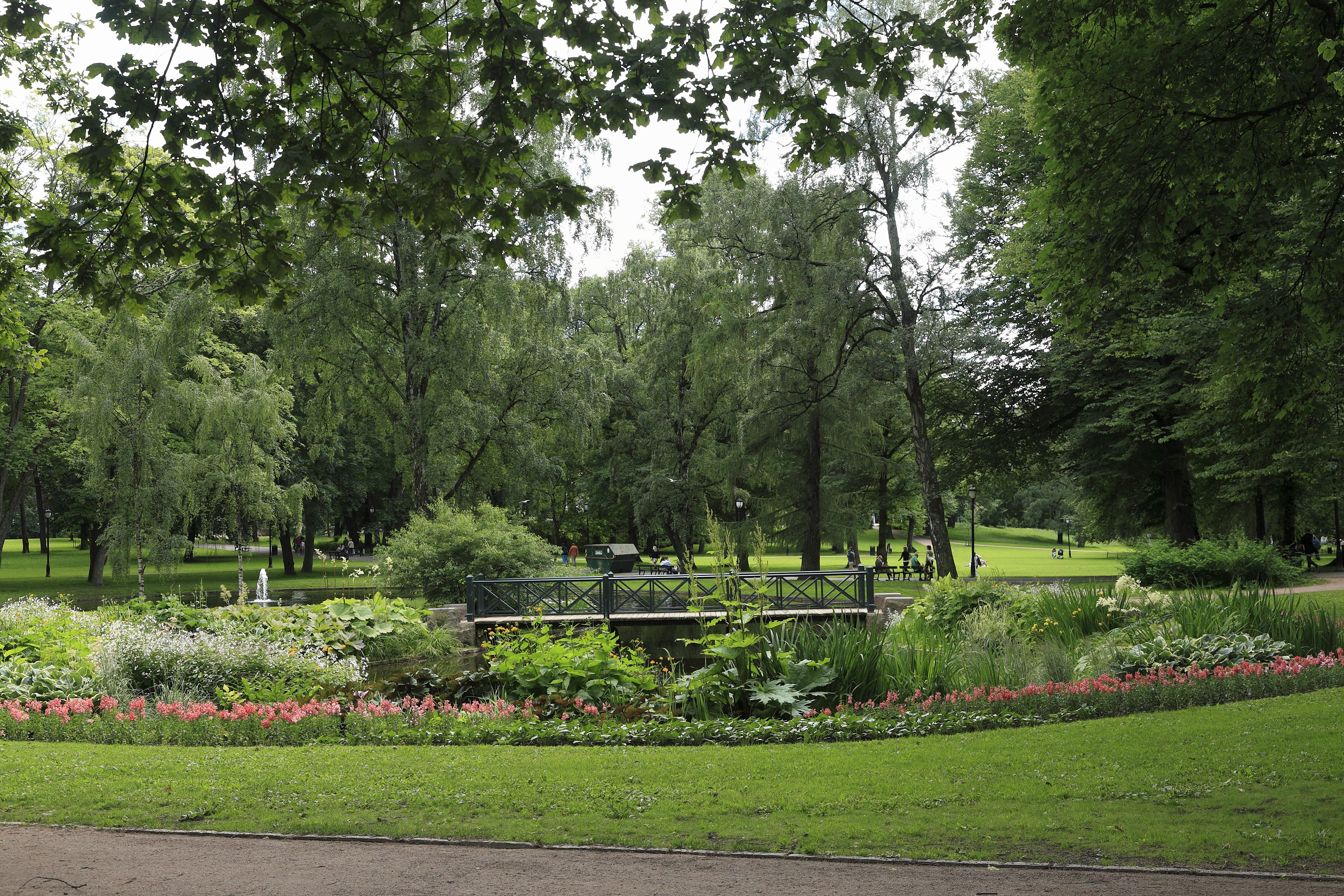
Parc du Palais.

Le Palais Royal est entouré du Parc du Palais (en), un parc public. Avec ses 22 hectares, il est l'un des plus grands parcs de la capitale norvégienne. Il est conçu dans les années 1840 par l'architecte du palais Hans Linstow. Le premier jardinier du palais, Martin Mortensen, joue également un rôle important dans la conception du parc. Le parc est conçu dans un style romantique qui se traduit par des étangs aux formes ondulantes et des chemins de gravier sinueux.
Le parc est agrémenté de différentes statues, parmi lesquelles, une statue de la reine Maud (sculptée par Ada Madssen (en)), des statues de la princesse héritière Märtha et de la reine Sonja (sculptées par Kirsten Kokkin (no)) ainsi que des statues de Camilla Collett, romancière norvégienne, et Nils Henrik Abel, mathématicien norvégien (sculptées par Gustav Vigeland).

### Place du Palais

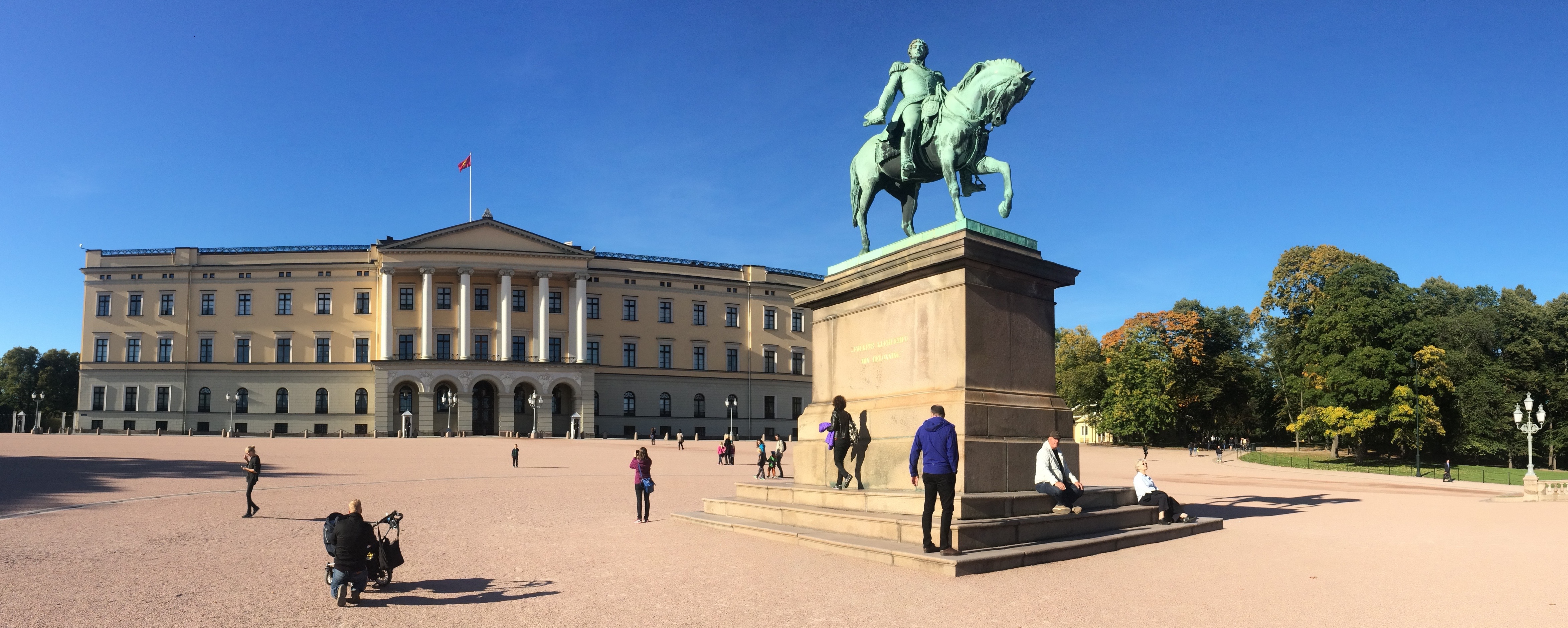
Place du palais et statue équestre du roi Charles III Jean.

La Place du Palais s'étend devant la façade du Palais Royal. Au centre de celle-ci, on trouve une statue équestre en bronze du roi Charles III Jean de Norvège du sculpteur norvégien Brynjulf Bergslien.  
La Place du Palais est un lieu de rencontre important entre la famille royale et le peuple norvégien. Ainsi, chaque année, lors de la célébration du Jour de la Constitution norvégienne à Oslo le 17 mai, les membres de la famille royale saluent le peuple depuis le balcon, tradition introduite par le Haakon VII en 1906. La Place du Palais est aussi un lieu où le peuple se rassemble pour célébrer des évènements heureux (mariages ou naissances royaux par exemple) mais aussi pour partager leur chagrin (lors de décès royaux ou à la suite des attentats terroristes du 22 juillet 2011 par exemple).
La Place du Palais est également conçue comme une place de cérémonie où le roi reçoit les chefs d'État étrangers lors de visites d'État, où les nouveaux gouvernements norvégiens sont présentés et où le roi inspecte régulièrement la garde royale.

## Galerie d'image

Images du palais royal d'Oslo
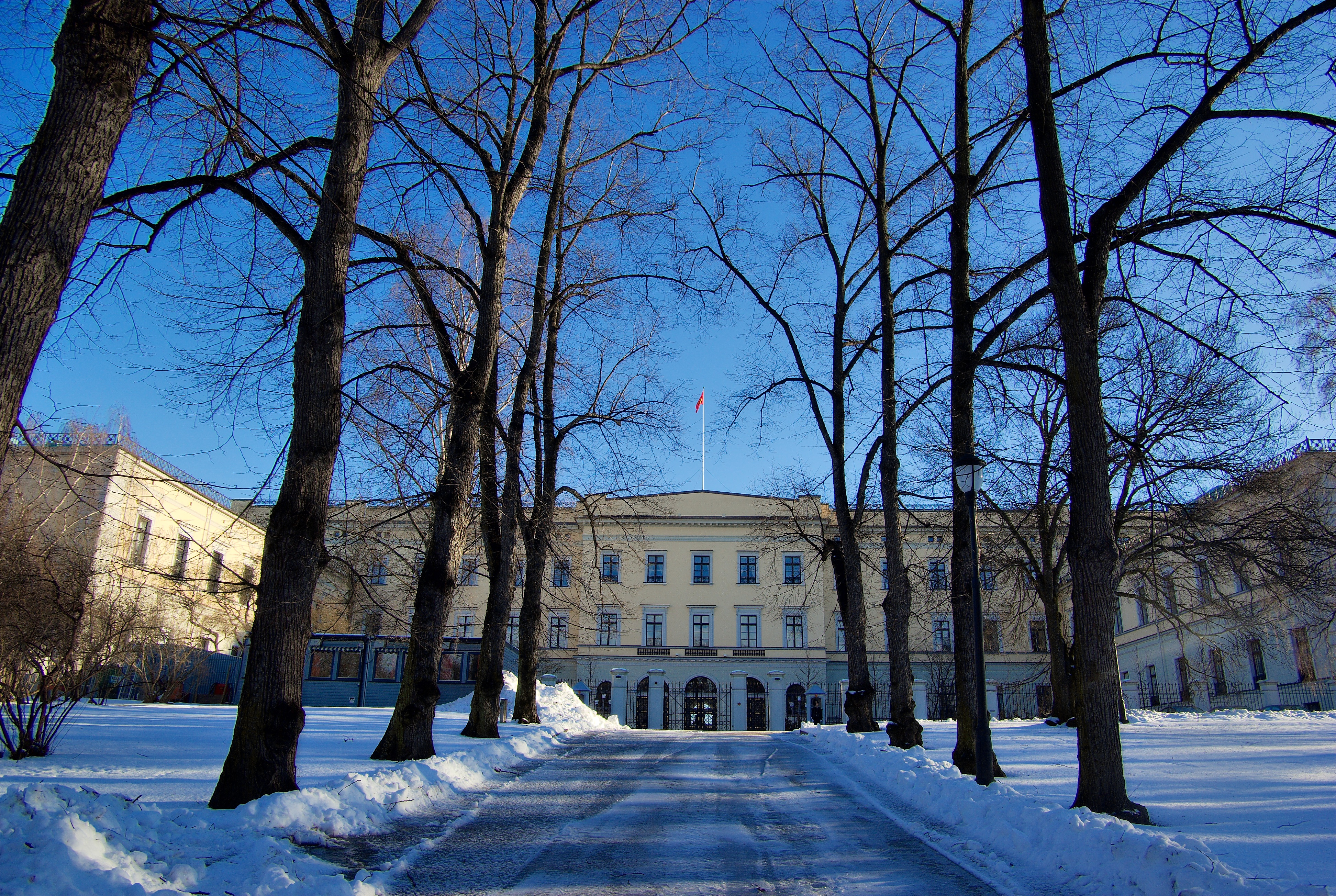
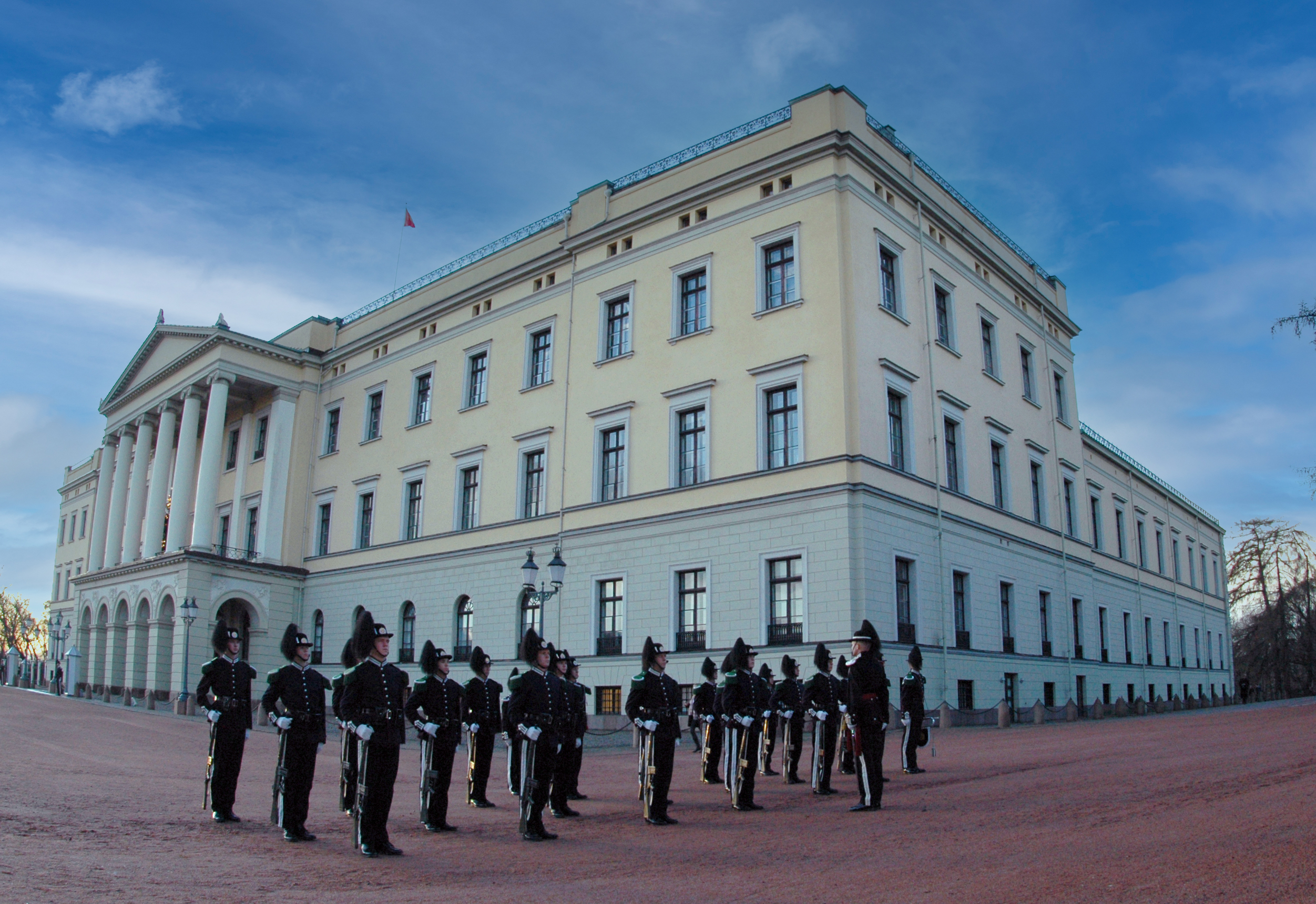
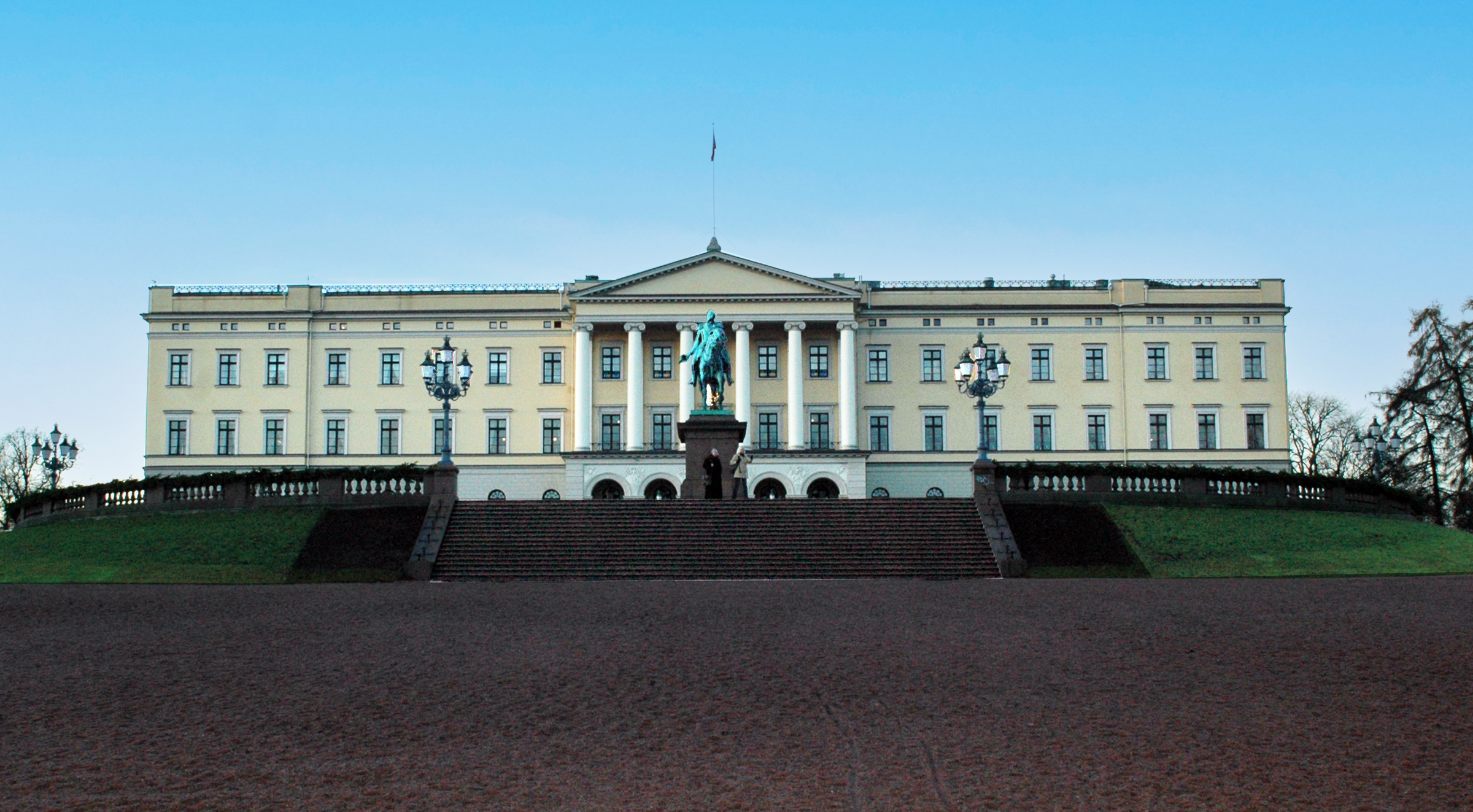
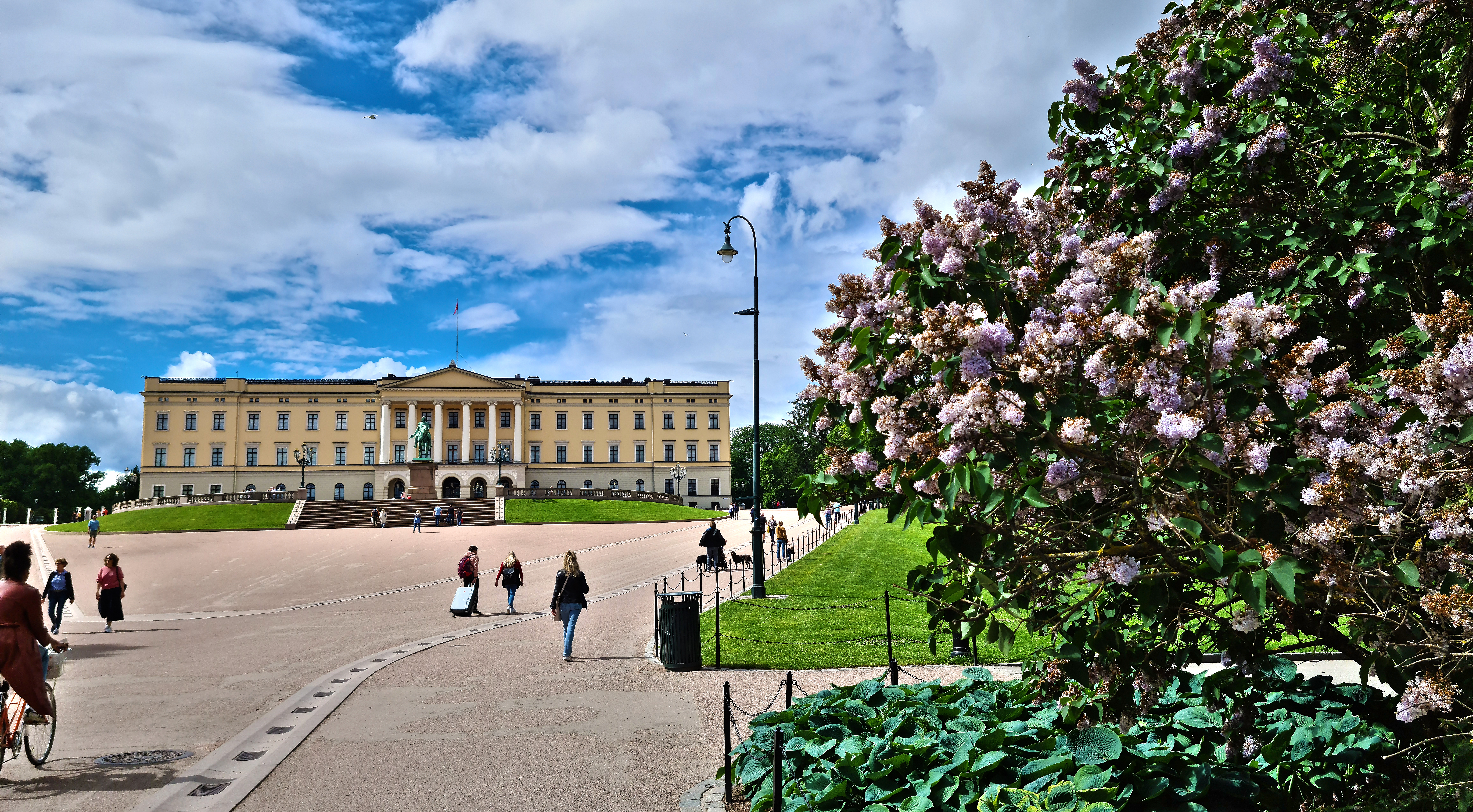
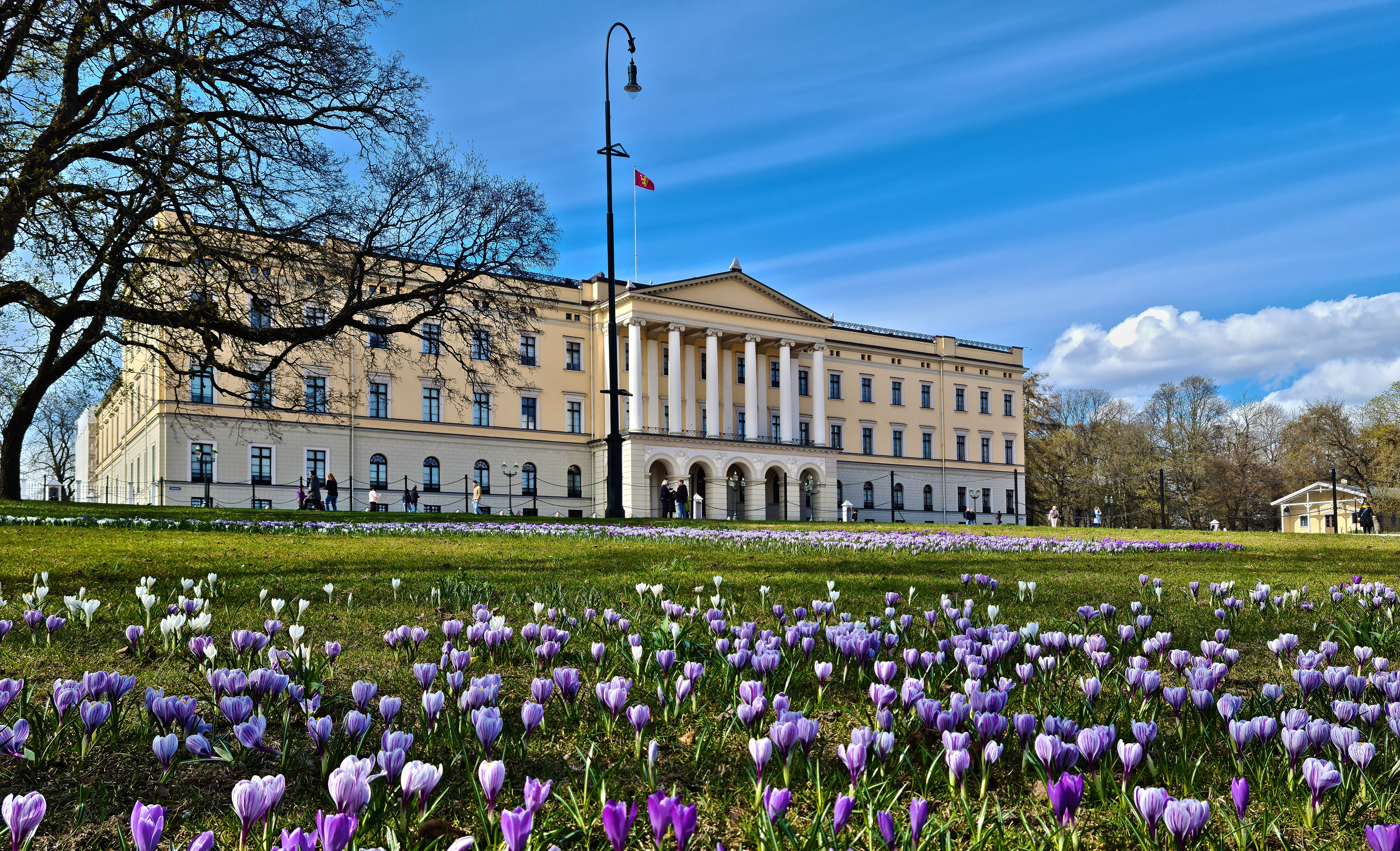